# کورادو لویاکونو
کورادو لویاکونو (ایتالیایی: Corrado Lojacono؛ ‏ ۲۲ ژانویهٔ ۱۹۲۴ – ۲۳ اکتبر ۲۰۱۲) خواننده اهل ایتالیا بود.
از فیلم‌ها یا مجموعه‌های تلویزیونی که وی در آن‌ها نقش داشته‌است، می‌توان به نامزد اشاره نمود.